# Aleš Hrdlička
Aleš Hrdlička (Humpolec, Bohemia, 29 de marzo de 1869-Washington D. C., 5 de septiembre de 1943) fue un antropólogo checo que migró con su familia a Estados Unidos cuando era un niño en 1881. Es conocido por haber formulado la teoría que sostiene que todas las razas humanas tienen un origen común, así como la teoría Monogenista-Asiática que sostiene que el hombre llegó a América desde Asia cruzando el estrecho de Bering.

## Teoría Asiática
A principios del siglo XX el antropólogo Aleš Hrdlička afirmó que el hombre había llegado desde Asia cruzando el llamado estrecho de Bering. Según Hrdlička, la llegada de los primeros habitantes a América que presentó el antropólogo checo, los emigrantes eran principalmente nómadas de Asia. Su argumento se basó en la existencia de similitudes morfológicas entre los mongoles actuales y los aborígenes norteamericanos.

### Pruebas
- Cercanía entre América y Asia (90 km).
- Existe la semejanza física como pigmentación de la piel y ojos, el grosor y forma de su cabello; pómulos salientes, dientes en forma de pala, la escasa pilosidad y el pliegue mongólico o la mancha mongólica.
- Además la existencia de lenguas polisintéticas y aglutinantes.

La teoría del origen asiático fue argumentada por el checo-estadounidense Hrdlička, refutando a Florentino Ameghino quien creía que América era la cuna de la humanidad. Hrdlička enfoca el desplazamiento de grupos paleomongoloides desde el noreste asiático (Mongolia y Siberia). Manifestó que estos grupos cruzaron el estrecho de Bering, punto más cercano entre ambos continentes. A fines del periodo Pleistoceno se produjo un descenso notable del nivel del mar de hasta cien metros, dejando así un espacio libre de agua de 1800 kilómetros de ancho entre uno y otro continente. Así los primeros inmigrantes probablemente pudieron pasar a pie.
Hrdlička sustentó su teoría con pruebas antroposomáticas; es decir, la semejanza física entre asiáticos e indígenas americanos: cabello lacio y negro, ojos semirrasgados, piel cobriza, escasa pilosidad, entre otras.
Por otra parte, sabemos que la llegada de estos hombres paleolíticos se produjo hace unos 40 000 años; sin embargo, Hrdlička por limitaciones de su tiempo, señalaba que estas migraciones se habían producido hace solamente 12 000 años.

### Críticas
- Los grupos sanguíneos no coinciden.
- La mancha mongólica es peripacífica.
- No todas las lenguas son polisintéticas y aglutinantes.
- El hombre americano es más antiguo (50 000 años).
- Los asiáticos llegaron por islas Aleutianas (Corriente del Kuro Shiwo).

## Origen del ser humano
En La Fase Neanderthal del Hombre (Neanderthal Phase of Man), publicado en 1927, Hrdlička dio a conocer su teoría más importante donde sostiene que todas las razas humanas tienen un origen común. Sostiene que el hombre americano se origina en Mongolia debido al parecido físico y cultural. No se realizó este poblamiento de una sola vez; sino que se realizó en varias migraciones.
La teoría del origen único, planteada por el checo Ales Hrdlička, explica cómo llegaron los primeros pobladores a América. Según esta teoría, la migración de los indios americanos provino de Asia. Nacido en Bohemia, radicado desde muy pequeño en Estados Unidos y luego en París, este antropólogo físico también fue conocido por sus estudios sobre los Neandertales.
Durante gran parte de su vida académica, Hrdlička se dedicó al estudio del Homo Neandertales en profundidad, y trató de demostrar que el Homo sapiens venía del Neanderthal, por ende todas las razas tenían un origen común situado en el Viejo Mundo. Como bien dijimos, Hrdlička pensaba que el Homo sapiens provenía del Neanderthal, especie que se había extendido únicamente por África y Europa. Cuando comenzaron a migrar hacia otros sitios, fueron construyendo distintos grupos geográficos que hoy en día delimitan las etnias que conocemos. Esto sentaría las bases para desarrollar la teoría del origen único.
Esta teoría fue defendida por Aleš Hrdlička, quien sostenía que los primeros pobladores de América fueron cazadores paleo mongoloides asiáticos que ingresaron por el Estrecho de Bering, a fines de la glaciación de Wisconsin, del periodo Pleistoceno. Las oleadas migratorias habrían ingresado por el valle de Yucón de Alaska, para después dispersarse por el resto del continente. Hrdlička era partidario del origen mono racial (una raza) del indígena americano. Según él, entre los amerindios (mayas, quechuas o patagones) hay un conjunto de caracteres comunes que sugieren un origen común general. Este “aire de familia” se debería a que todos descienden de un tronco común: el asiático mongoloide. Esta teoría inmigracioncita asiática se apoyó básicamente en semejanzas antroposomáticas entre el hombre asiático y los amerindios: cabellos lacios y oscuros, ojos con pliegue mongólico, pómulos anchos y salientes, dientes en forma de pala, rareza de pilosidad en la cara. También señaló la famosa “mancha mongólica”, una pigmentación verdosa congénita que tienen los asiáticos e indígenas americanos al nacer y que desaparece con el paso de los años. Es importante recordar que Hrdlička era firme partidario de un poblamiento reciente o tardío, para él las primeras bandas llegaron recién a fines del Cuaternario (12 000 años a. C. aproximadamente).
Si bien es cierto que la ruta de inmigración asiática es ampliamente aceptada por la comunidad científica internacional, Hrdlička tuvo y tiene detractores. El punto más atacado es su tesis mono racial. Sus críticos (Paul Rivet y Mendes Correia) consideran que, aparte de los mongoloides, también llegaron otros grupos migratorios paleolíticos, como melanesios y australianos; es decir sostienen una tesis poli racial o de origen múltiple.

## Desempeño en el Instituto Smithsoniano
Hrdlička fue, en 1903, el primer conservador de Antropología Física del Museo Nacional de los Estados Unidos, hoy Museo Nacional de Historia Natural del Instituto Smithsoniano. Fundó el American Journal of Physical Anthropology y formó parte de un grupo de antropólogos estadounidenses que buscó debilitar la antropología y arqueología amateur y constituirla sobre bases estrictamente científicas.
En la Segunda Guerra Mundial, Estados Unidos le puso su nombre a uno de los buques de la flota de guerra.

## Publicaciones
- La Fase Neanderthal del Hombre (Neanderthal Phase of Man), (1927)
- Los restos óseos del hombre temprano (The Skeletal Remains of Early Man), 1930
- La cuestión de hombre antiguo en América (The Question of Ancient Man in America), 1937